# Aartsbisdom Kota Kinabalu
Het aartsbisdom Kota Kinabalu (Latijn: Archidioecesis Kotakinabaluensis) is een rooms-katholiek aartsbisdom met als zetel Kota Kinabalu, hoofdstad van de deelstaat Sabah, in Maleisië. De aartsbisschop van Kota Kinabalu is metropoliet van de kerkprovincie Kota Kinabalu, waartoe ook de suffragane bisdommen Keningau en Sandakan behoren.

## Geschiedenis
Het aartsbisdom werd opgericht op 4 september 1855, als de apostolische prefectuur Labuan e Borneo, uit delen van het apostolisch vicariaat Batavia. Op 5 februari 1927 veranderde het van naam naar apostolische prefectuur Northern Borneo. Op 14 februari 1952 werd het verheven tot apostolisch vicariaat met de naam apostolisch vicariaat Jesselton. Op 22 maart 1968 veranderde het van naam naar apostolisch vicariaat Kota Kinabalu. Op 31 mei 1976 werd het verheven tot bisdom. Op 23 mei 2008 werd het verheven tot metropolitaan aartsbisdom. 
Het verloor meermaals gebied bij de oprichting van de apostolische prefectuur Sarawak (1927) en de bisdommen Keningau (1997) en Sandakan (2007). 

## Parochies
Het aartsbisdom had in 2021 een oppervlakte van 4.993 km2 en telde 1.508.200 inwoners waarvan 15,4% rooms-katholiek was.

## Ordinarii

### Apostolische prefecten
- Carlos Cuarteroni Fernández (1857 - 12 maart 1880)
- Thomas Jackson (1881 - 1896)
- Edmund Dunn (4 mei 1897 - 5 februari 1927)
- August Wachter (26 juli 1927 - 6 augustus 1945)

### Apostolisch vicarissen
- James Buis (prefect: 18 januari 1947, vicaris: 14 februari 1952 - 1 augustus 1972)
- Peter Chung Hoan Ting (1 augustus 1972 - 30 januari 1975; coadjutor sinds 1 september 1970)

### Bisschoppen
- Simon Michael Fung Kui Heong (vicaris: 29 augustus 1975, bisschop: 31 mei 1976 - 16 november 1985)

### Aartsbisschoppen
- John Lee Hiong Fun-Yit Yaw (bisschop: 30 maart 1987, aartsbisschop: 23 mei 2008 - 1 december 2012)
- John Wong Soo Kau (1 december 2012 - heden; coadjutor sinds 21 juni 2010)

## Galerij van afbeeldingen

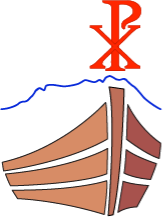
Wapen van het aartsbisdom
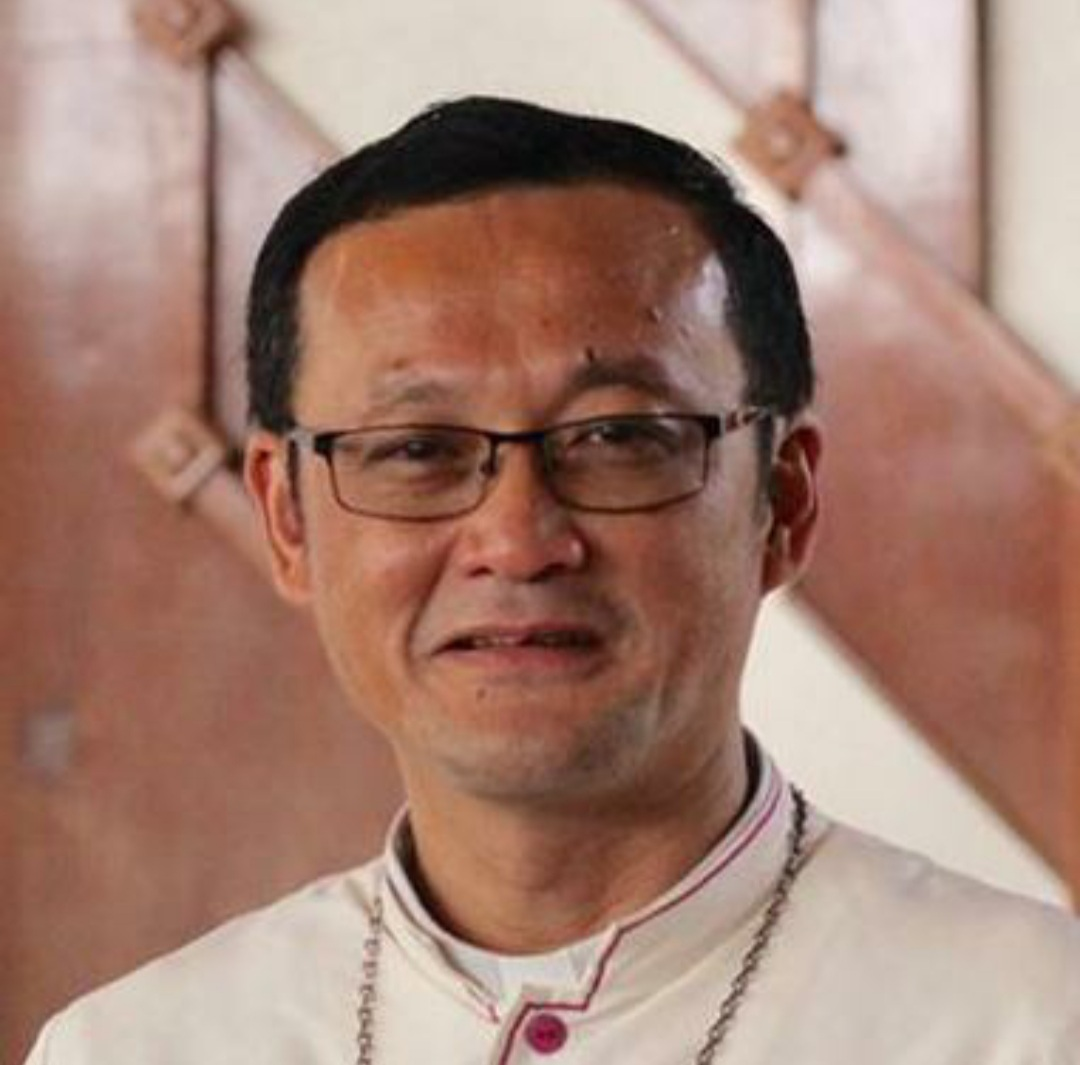
Aartsbisschop John Wong Soo Kau (2012-heden)
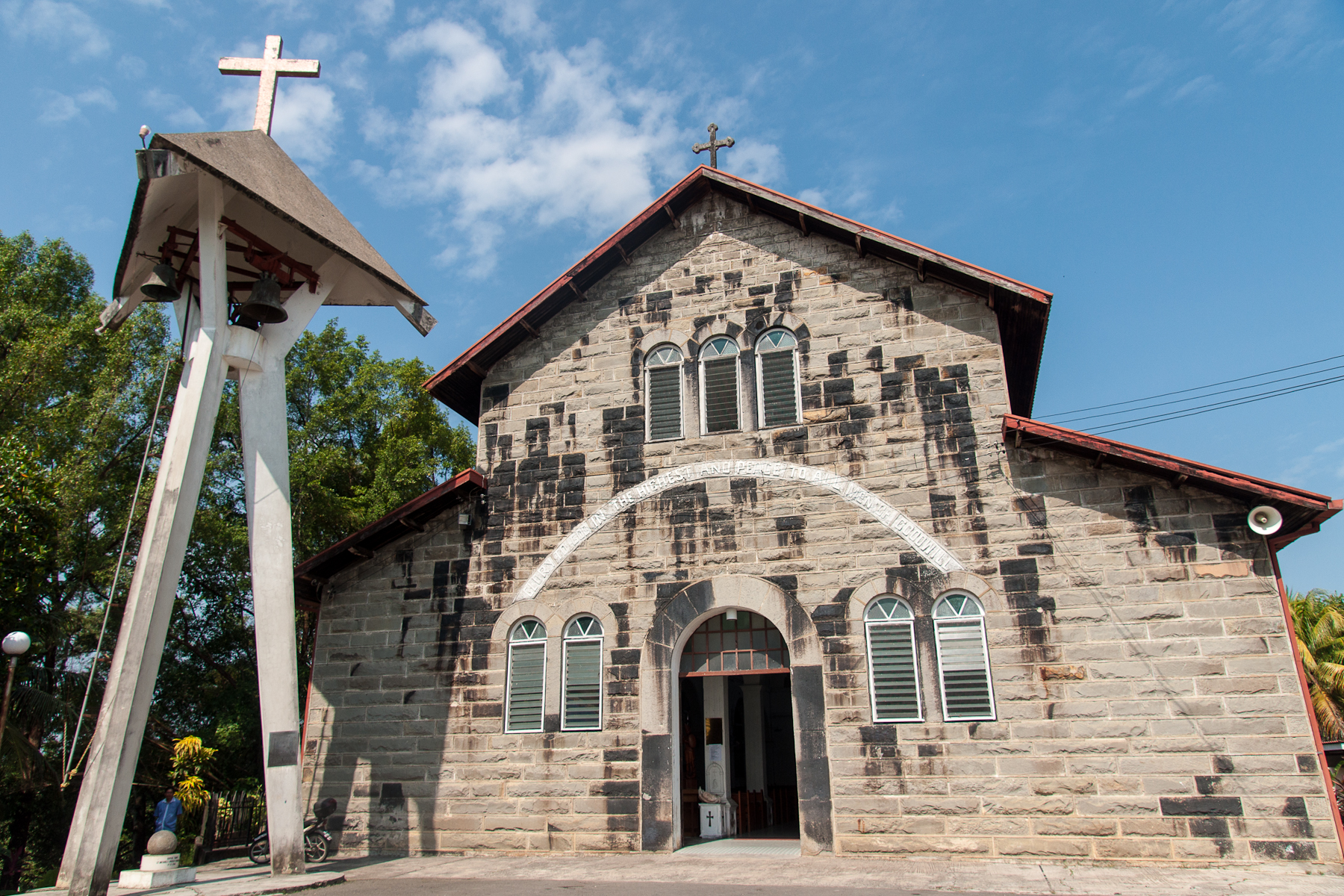
St Michael the Archangel-kerk in Penampang
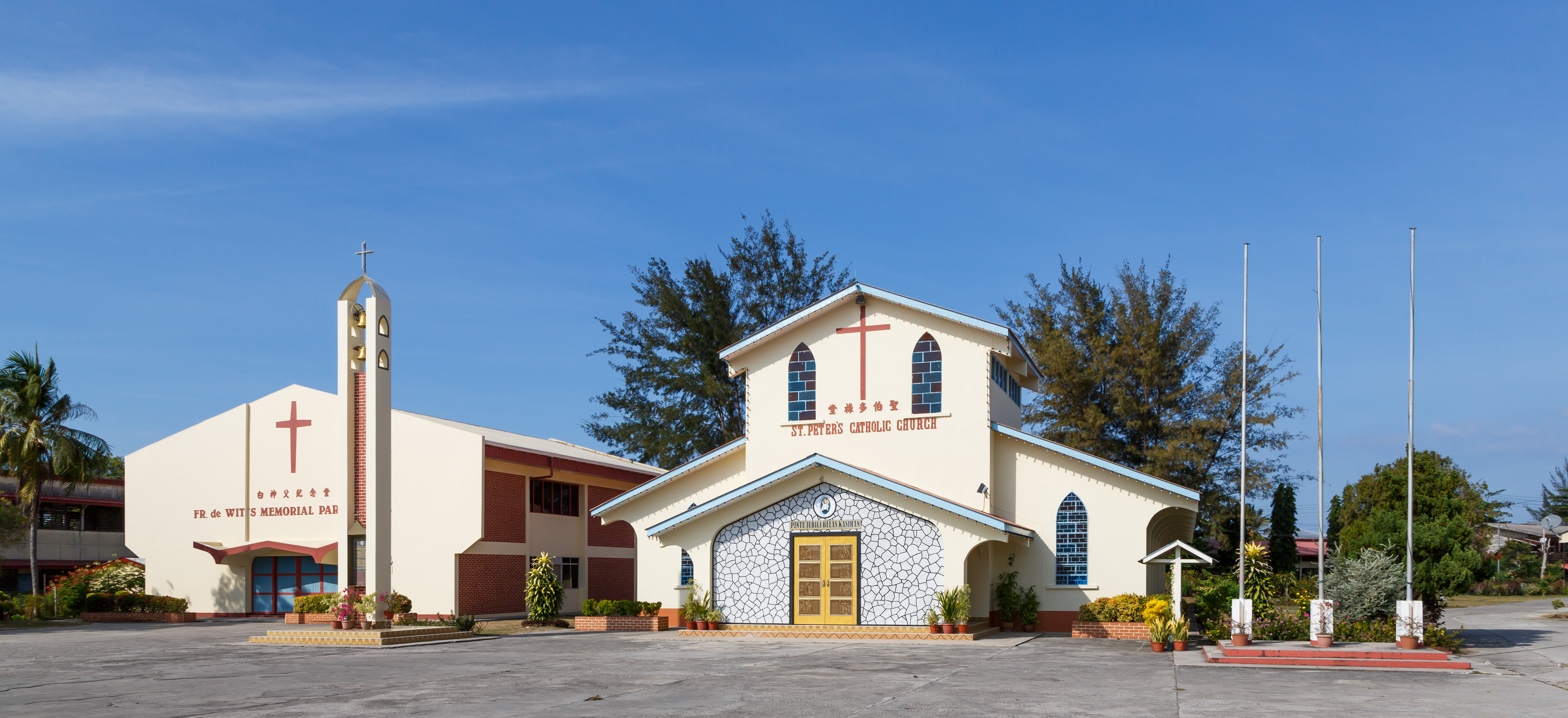
St Peter-kerk in Kudat
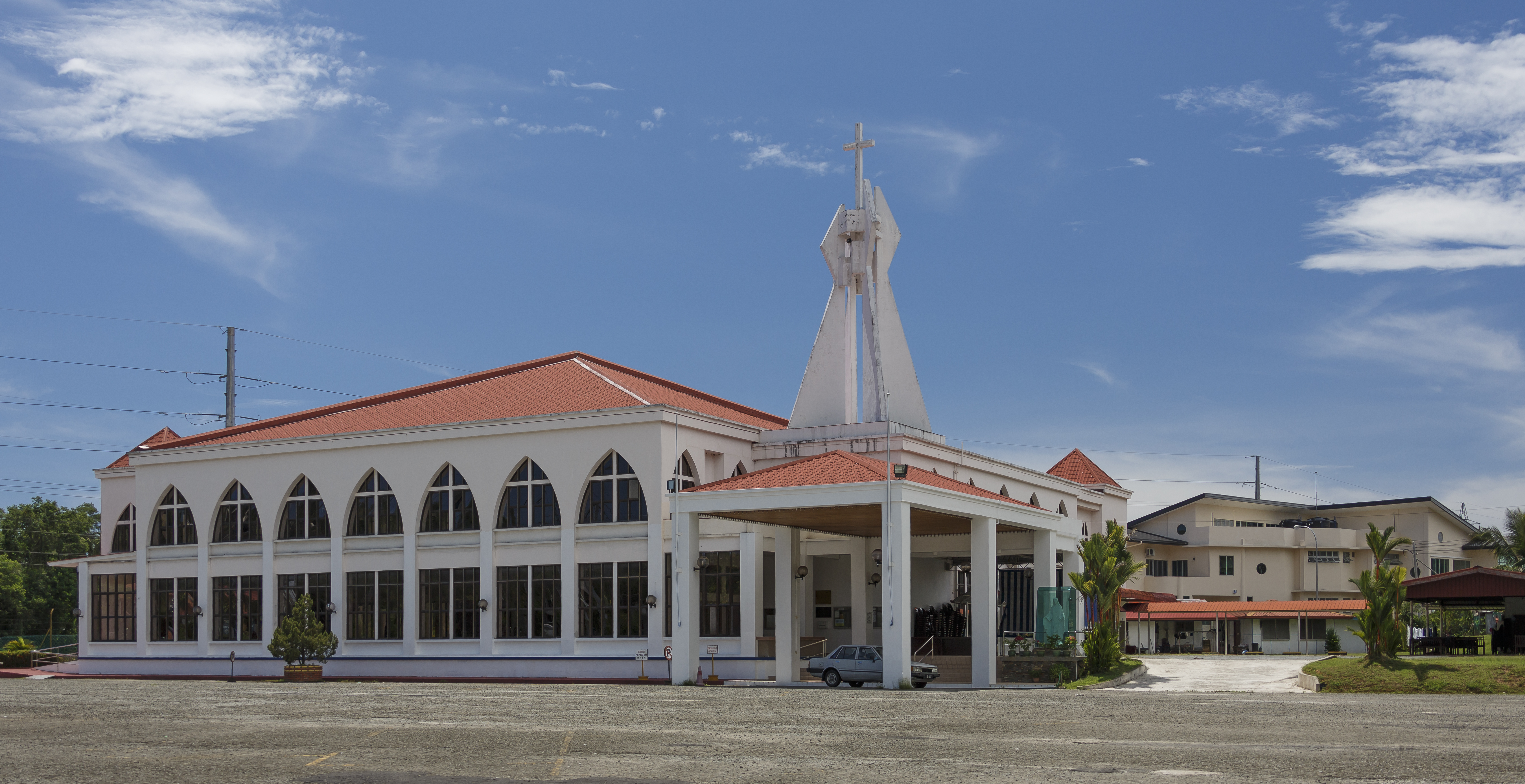
Mary Immaculate-kerk in Bukit Padang